# Notas sobre a Alma
Notas Sobre a Alma é o primeiro álbum de estúdio do cantor de fado português Paulo Bragança.
Foi lançado em 1992 pela editora Polydor.
Contém 12 faixas, na sua maioria a ter a assinatura de Jorge Fernando ou contando com letra de Rosa Lobato de Faria e música de Mário Pacheco.

## Faixas
1. "O tempo não volta" (Rosa Lobato de Faria / Mário Pacheco) - 03:17
2. "Triste fado" (Jorge Fernando) - 03:41
3. "Sra. do Almortão" (Popular) - 03:39
4. "Lisboa a namorar" (Rosa Lobato de Faria / Mário Pacheco) - 02:14
5. "Formosa Inês" (Rosa Lobato de Faria / Mário Pacheco) - 03:22
6. "Romaria" (Renato Teixeira) - 04:52
7. "D. Infanta" (A. Lacerda) - 02:49
8. "Maria mãe" (Jorge Fernando) - 03:57
9. "Amor e pão quente" (Rosa Lobato de Faria / Mário Pacheco) - 03:13
10. "Bendita a hora" (Rosa Lobato de Faria / Mário Pacheco) - 04:49
11. "Canto do homem do leme" (Rosa Lobato de Faria / Mário Pacheco) - 02:34
12. "Descalço" /Jorge Fernando) - 02:26